# Clásica San Sebastián 2011
De 31e editie van de Clásica San Sebastián werd verreden op 30 juli 2011.

## Deelnemende ploegen
Aan deze editie van de Clásica San Sebastián deden alle 18 UCI-World Tour-ploegen, hiernaast kregen drie Spaanse ProContinentalploegen een wildcard.
| 18 UCI World Tour-ploegen | 18 UCI World Tour-ploegen | 18 UCI World Tour-ploegen | 3 wildcards            |
| ------------------------- | ------------------------- | ------------------------- | ---------------------- |
| AG2R-La Mondiale          | Team Katjoesja            | Quick Step                | Geox-TMC               |
| Pro Team Astana           | Lampre-ISD                | Rabobank                  | Caja Rural             |
| BMC Racing Team           | Team Leopard-Trek         | Team RadioShack           | Andalucía-Caja Granada |
| Euskaltel-Euskadi         | Liquigas-Cannondale       | Saxo Bank-Sungard         |                        |
| Team Garmin-Cervélo       | Team Movistar             | Sky ProCycling            |                        |
| Team HTC-High Road        | Omega Pharma-Lotto        | Vacansoleil-DCM           |                        |

## Wedstrijd

### Parcours
Het parcours liep over 234 kilometer van San Sebastian naar San Sebastian. Onderweg moest zes keer geklommen worden over respectievelijk de Alto de Orio, de Alto de Garate, de Jaizkibel, de Alto de Arkale en opnieuw de Jaizkibel en de Alto de Arkale. Ook waren er zeven tussensprints.

### Verloop
Na een onrustig begin ontstond er een kopgroep van zes renners: Karsten Kroon, Eloy Ruiz Pinto, Matthew Brammeier, Murilo Fischer, Klaas Lodewyck en Julián Sánchez. De kopgroep kreeg maximaal elf minuten voorsprong. Even voor de top van de tweede beklimming van de Jaizkibel moest de kopgroep capituleren. Hierna vielen onder andere Nicolas Roche, Samuel Sánchez, Carlos Barredo en Philippe Gilbert aan waarna het peloton flink uitdunde. Op 26 kilometer van de finish viel Stijn Devolder aan. Tijdens de laatste beklimming van de Alto de Arkele werd ook Devolder gepakt en dunde het peloton verder uit tot een kopgroep van tien man. Op 7 kilometer van de streep demarreerde Carlos Barredo, maar 3,5 kilometer voor de finish was het Philippe Gilbert die de beslissende aanval plaatste en solo naar de overwinning reed.

## Uitslag
| Clásica San Sebastián 2011 (234 kilometer) |                   |                    |           |
| Plaats                                     | Naam              | Ploeg              | Tijd      |
| Winnaar                                    | Philippe Gilbert  | Omega Pharma-Lotto | 05u48'52" |
| 2                                          | Carlos Barredo    | Rabobank           | +12"      |
| 3                                          | Greg Van Avermaet | BMC Racing Team    | +14"      |
| 4                                          | Joaquím Rodríguez | Team Katjoesja     | z.t.      |
| 5                                          | Dries Devenyns    | Quick Step         | z.t.      |
| 6                                          | Fränk Schleck     | Team Leopard-Trek  | z.t.      |
| 7                                          | Haimar Zubeldia   | Team RadioShack    | z.t.      |
| 8                                          | Samuel Sánchez    | Euskaltel-Euskadi  | z.t.      |
| 9                                          | Rigoberto Urán    | Sky ProCycling     | z.t.      |
| 10                                         | Jelle Vanendert   | Omega Pharma-Lotto | +50"      |
|                                            |                   |                    |           |
| 27                                         | Rob Ruijgh        | Vacansoleil-DCM    | +2"05     |

1981 · 1982 · 1983 · 1984 · 1985 · 1986 · 1987 · 1988 · 1989 · 1990 · 1991 · 1992 · 1993 · 1994 · 1995 · 1996 · 1997 · 1998 · 1999 · 2000 · 2001 · 2002 · 2003 · 2004 · 2005 · 2006 · 2007 · 2008 · 2009 · 2010 · 2011 · 2012 · 2013 · 2014 · 2015 · 2016 · 2017 · 2018 · 2019 · 2020 · 2021 · 2022 · 2023 · 2024
 Tour Down Under · 
 Parijs-Nice · 
 Tirreno-Adriatico · 
 Milaan-San Remo · 
 Ronde van Catalonië · 
 Gent-Wevelgem · 
 Ronde van Vlaanderen · 
 Ronde van het Baskenland · 
 Parijs-Roubaix · 
 Amstel Gold Race · 
 Waalse Pijl · 
 Luik-Bastenaken-Luik · 
 Ronde van Romandië · 
 Ronde van Italië · 
 Critérium du Dauphiné · 
 Ronde van Zwitserland · 
 Ronde van Frankrijk · 
 Clásica San Sebastián · 
 Ronde van Polen · 
  Eneco Tour · 
 Ronde van Spanje · 
 Vattenfall Cyclassics · 
 GP Ouest France-Plouay · 
 Grote Prijs van Quebec · 
 Grote Prijs van Montreal · 
 Ronde van Peking · 
 Ronde van Lombardije